# Ralbitz-Rosenthal
Ralbitz-Rosenthal (szorb nyelven Ralbicy-Róžant) település Németországban, azon belül Szászország tartományban. Lakosainak száma 1717 fő (2023. december 31.). Ralbitz-Rosenthal Oßling, Wittichenau, Königswartha, Neschwitz, Crostwitz, Räckelwitz és Nebelschütz községekkel határos.

## A település részei
- Cunnewitz (Konjecy), 275 fő (2020. dec.31-én)
- Gränze (Hrańca), 50 fő
- Laske (Łazk), 76 fő
- Naußlitz (Nowoslicy), 105 fő
- Neu-Schmerlitz (Bušenka), 1 fő
- Ralbitz (Ralbicy), 332 fő
- Rosenthal (Róžant), 260 fő
- Schmerlitz (Smjerdźaca), 170 fő
- Schönau (Šunow), 265 fő
- Zerna (Sernjany), 192 fő

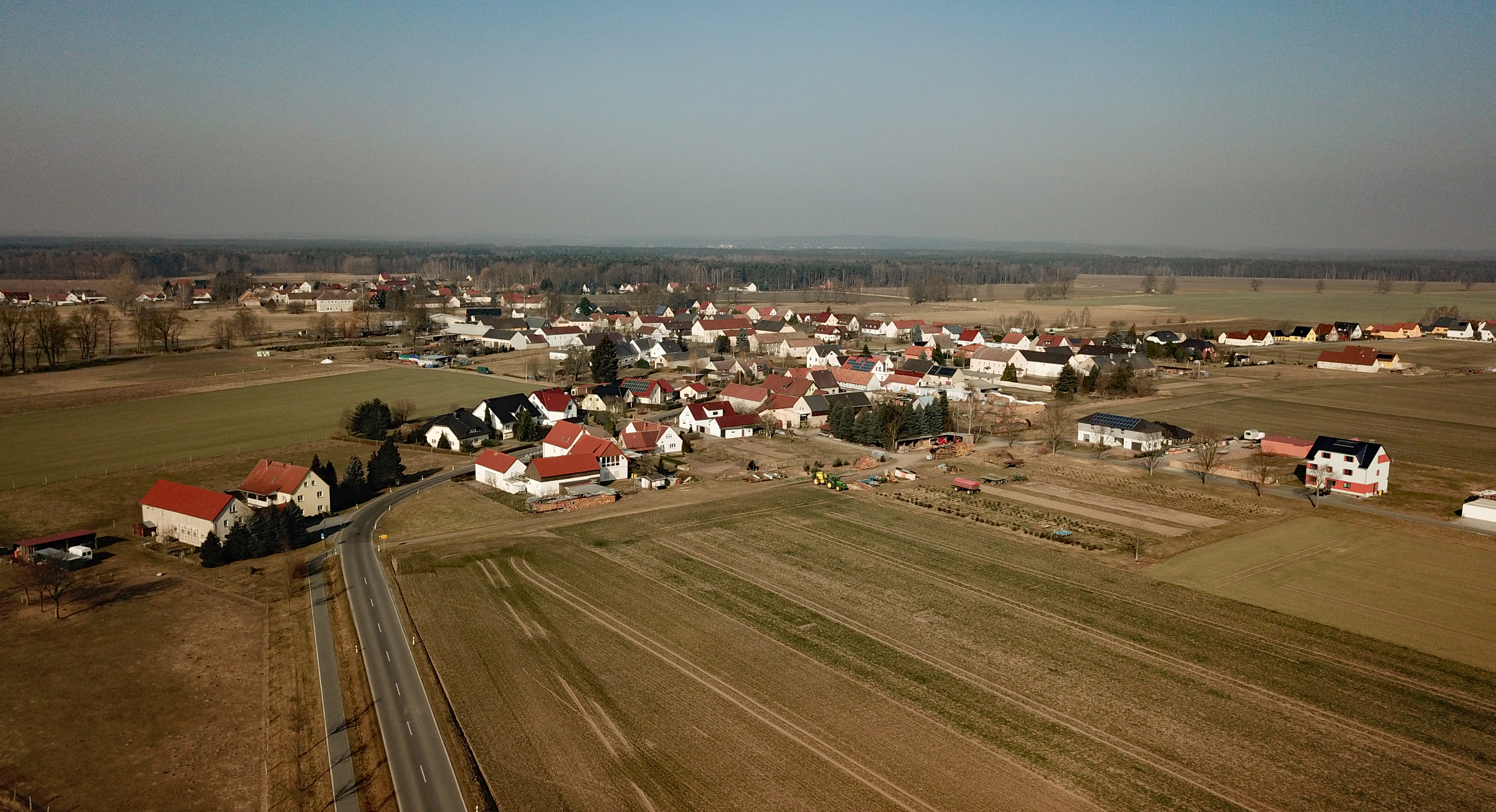
Cunnewitz (Konjecy)
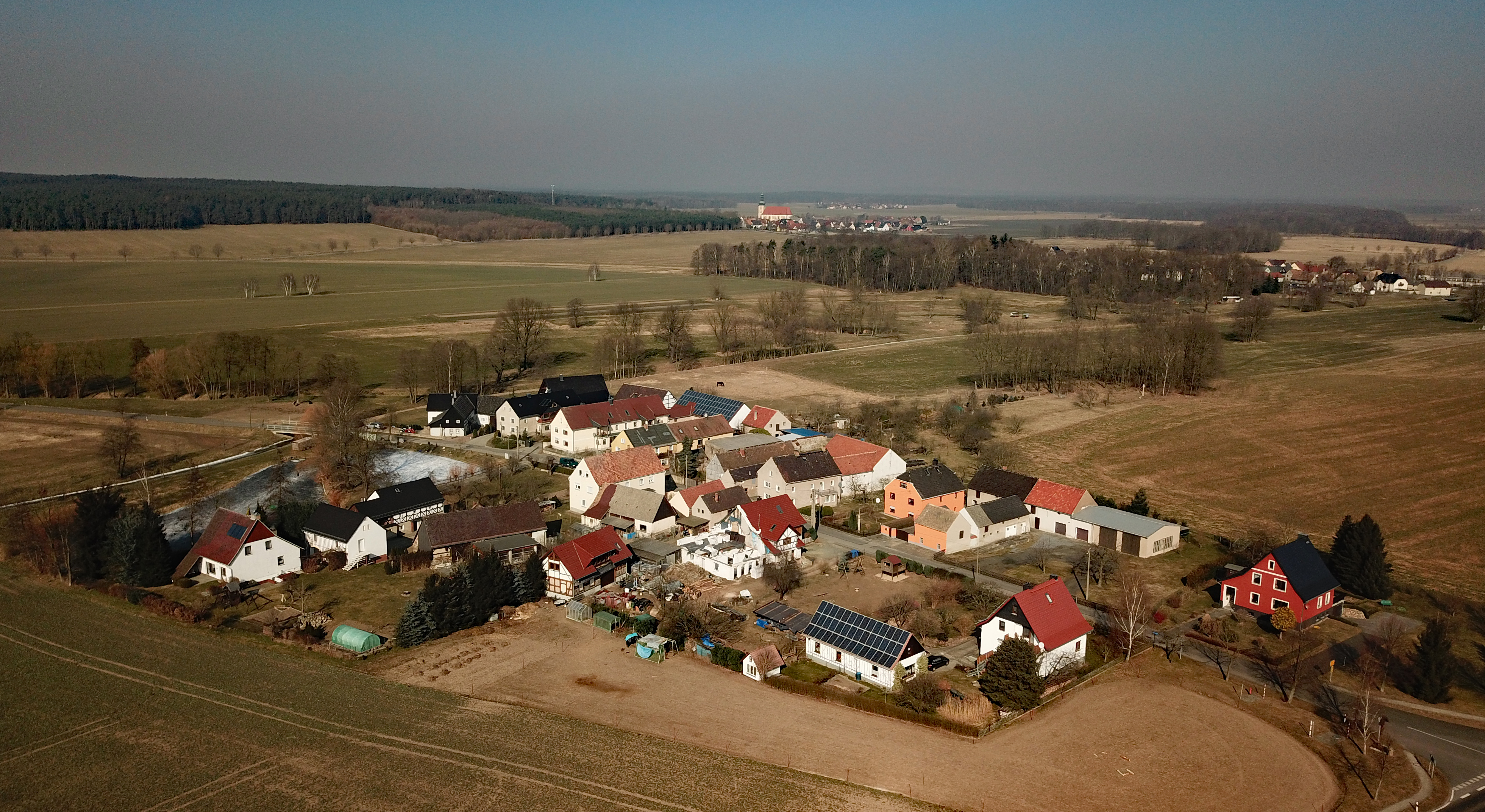
Gränze (Hrańca)
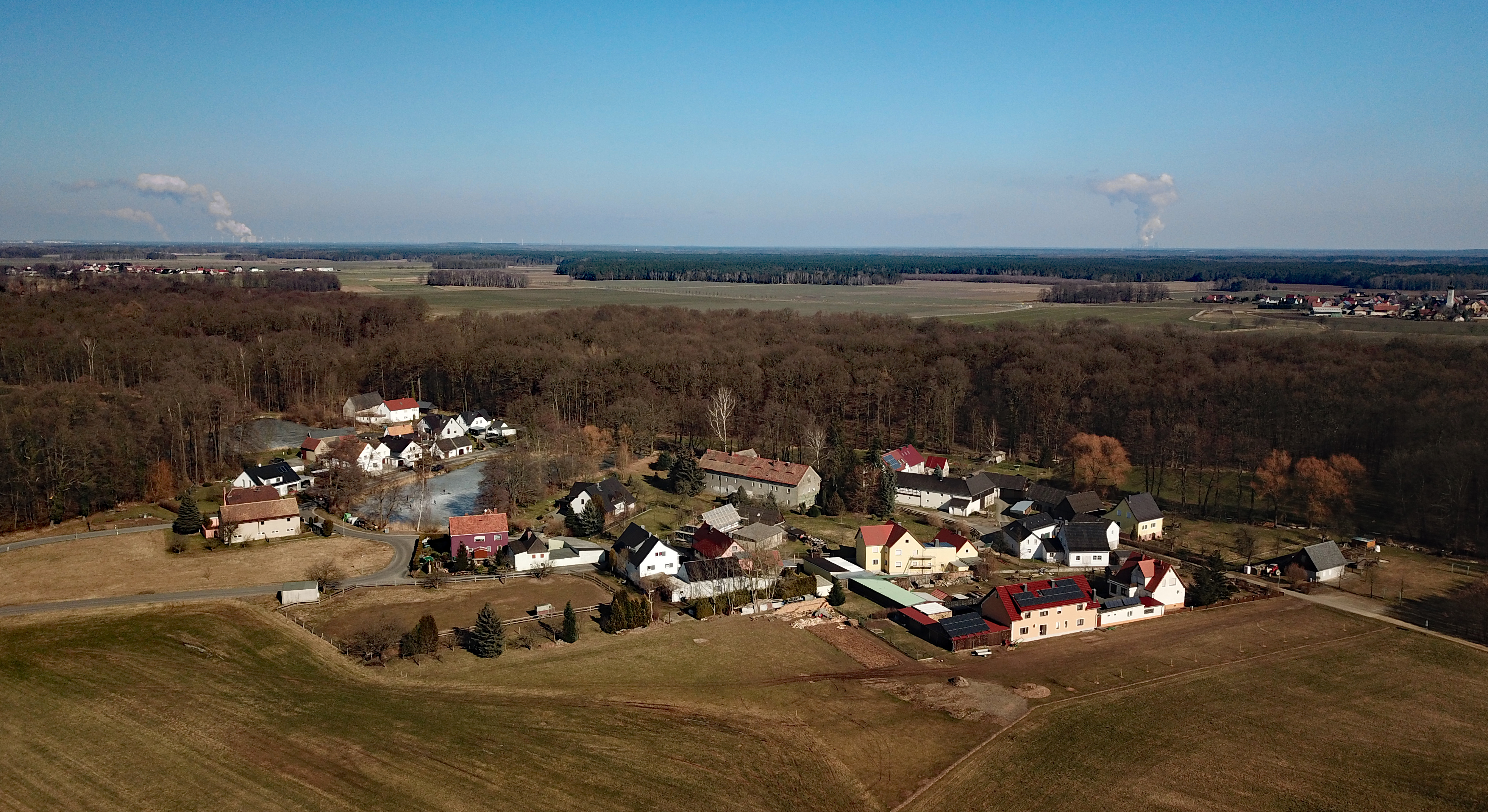
Laske (Łazk)
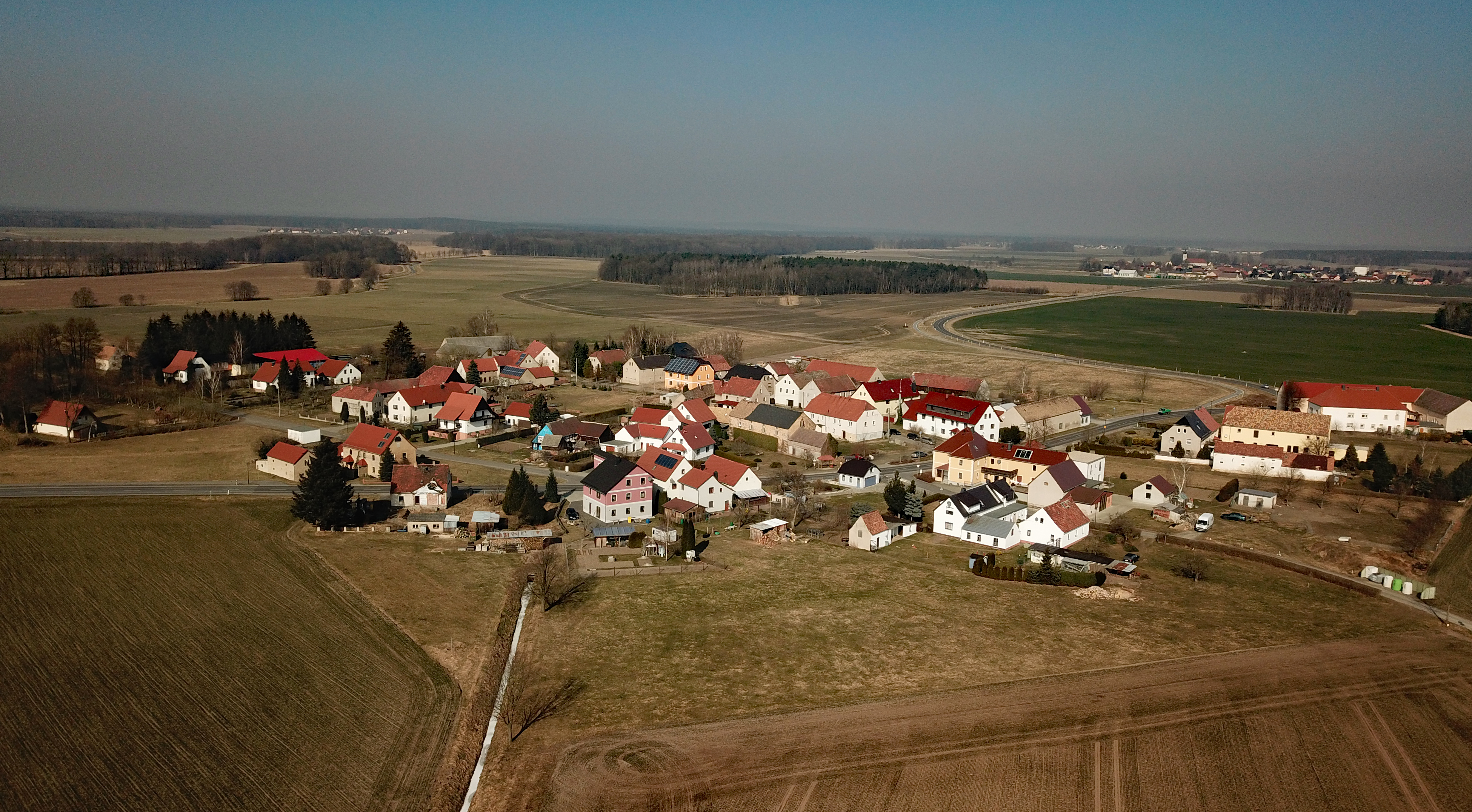
Naußlitz (Nowoslicy)
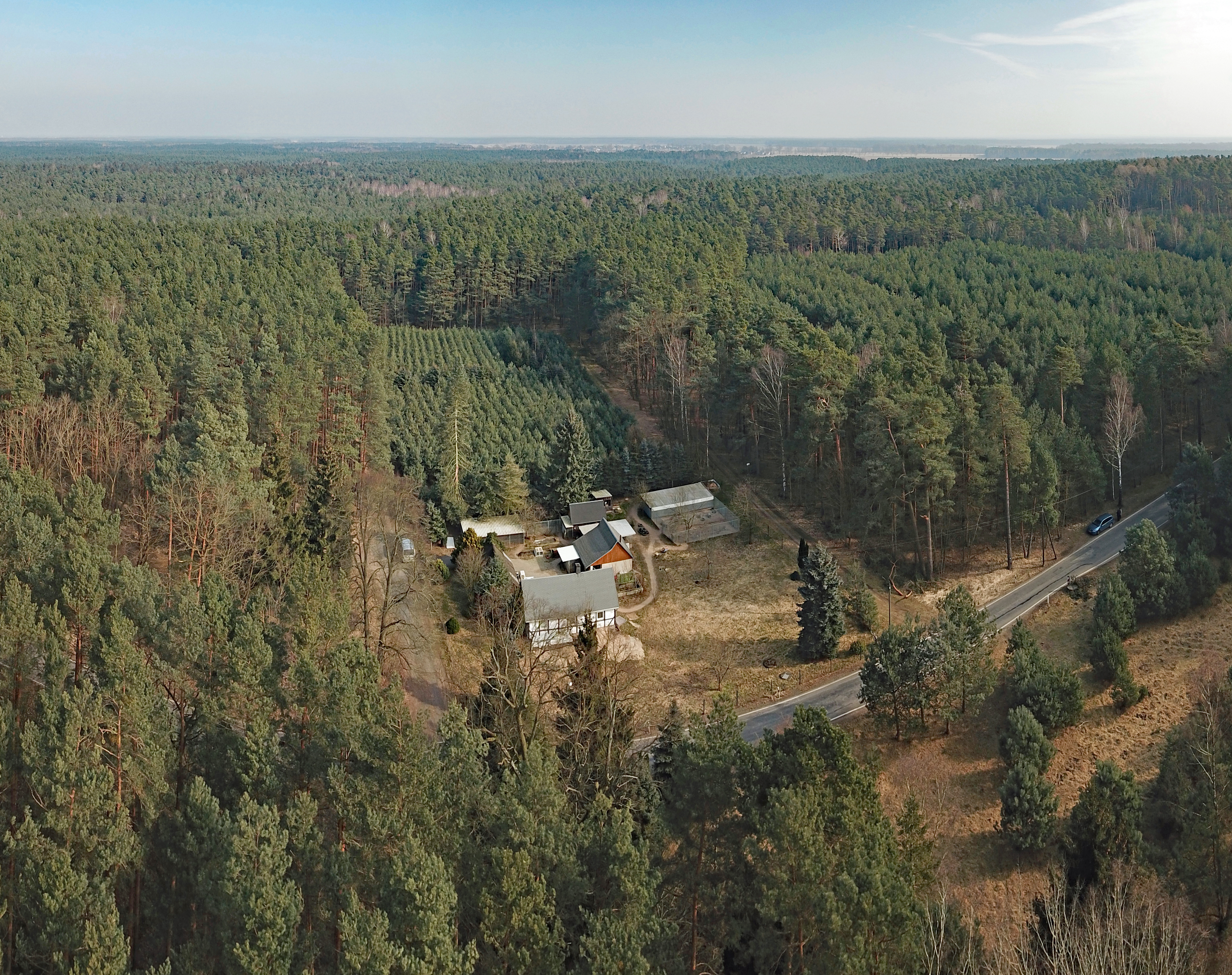
Neu-Schmerlitz (Bušenka)
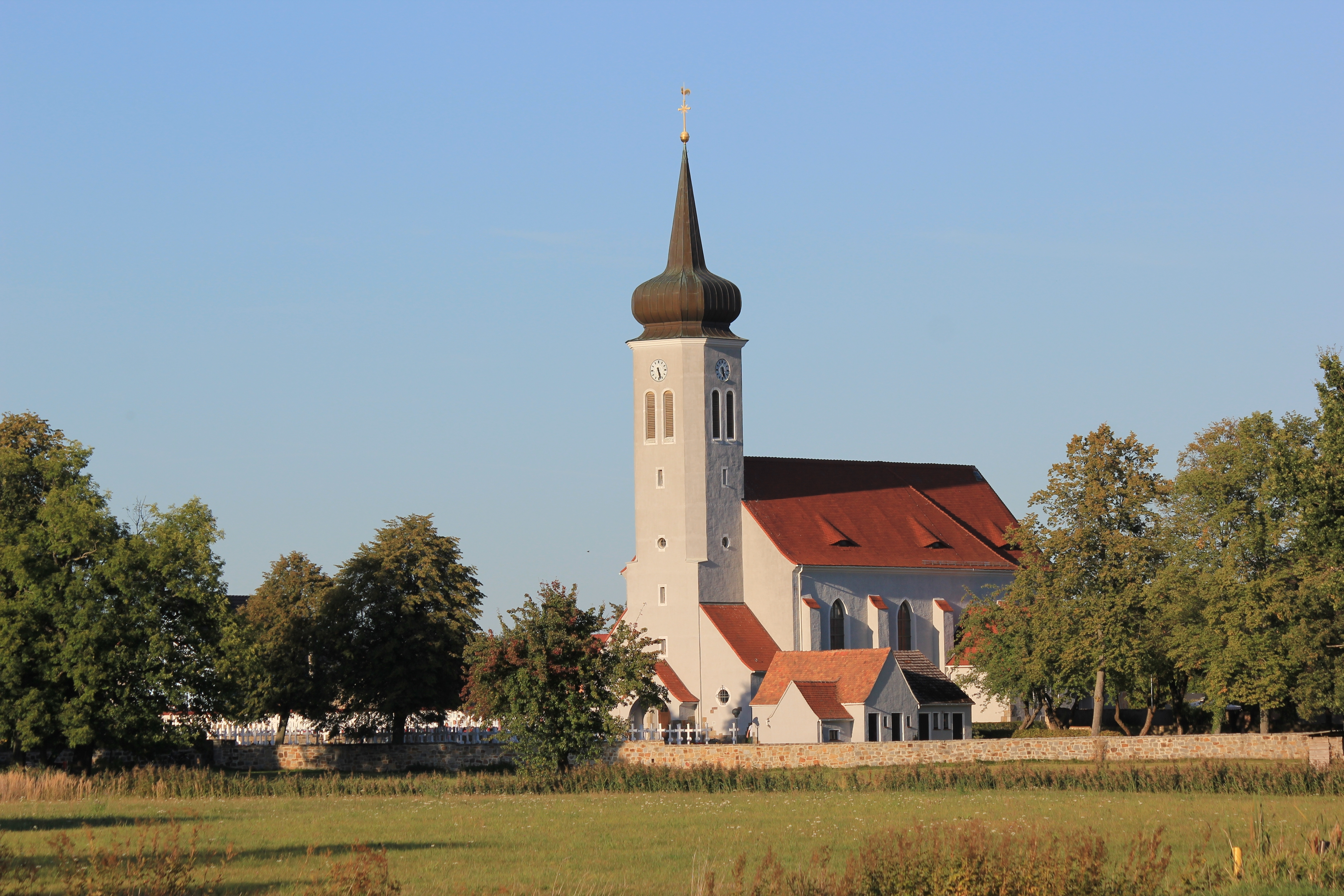
Ralbitz (Ralbicy)
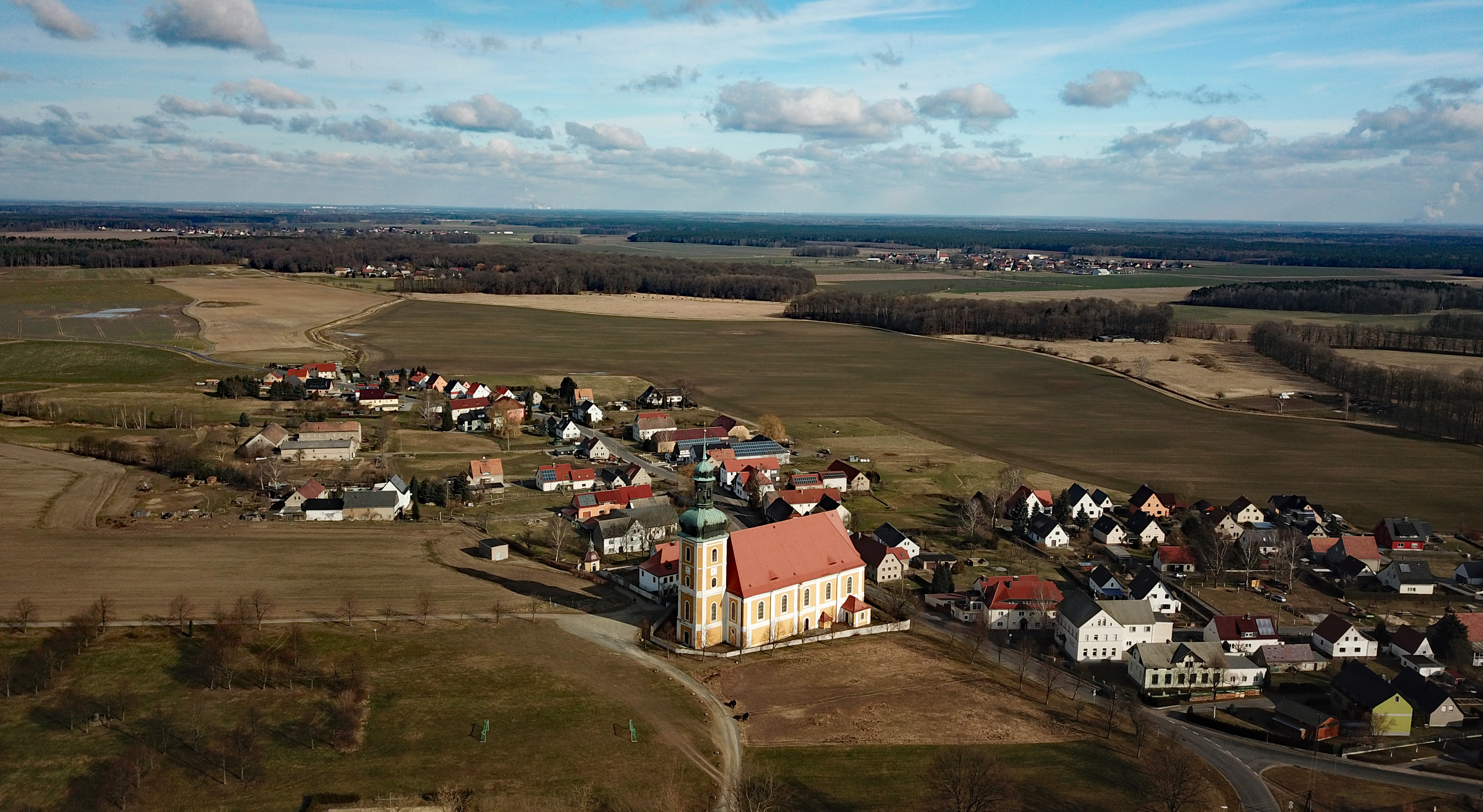
Rosenthal (Róžant)
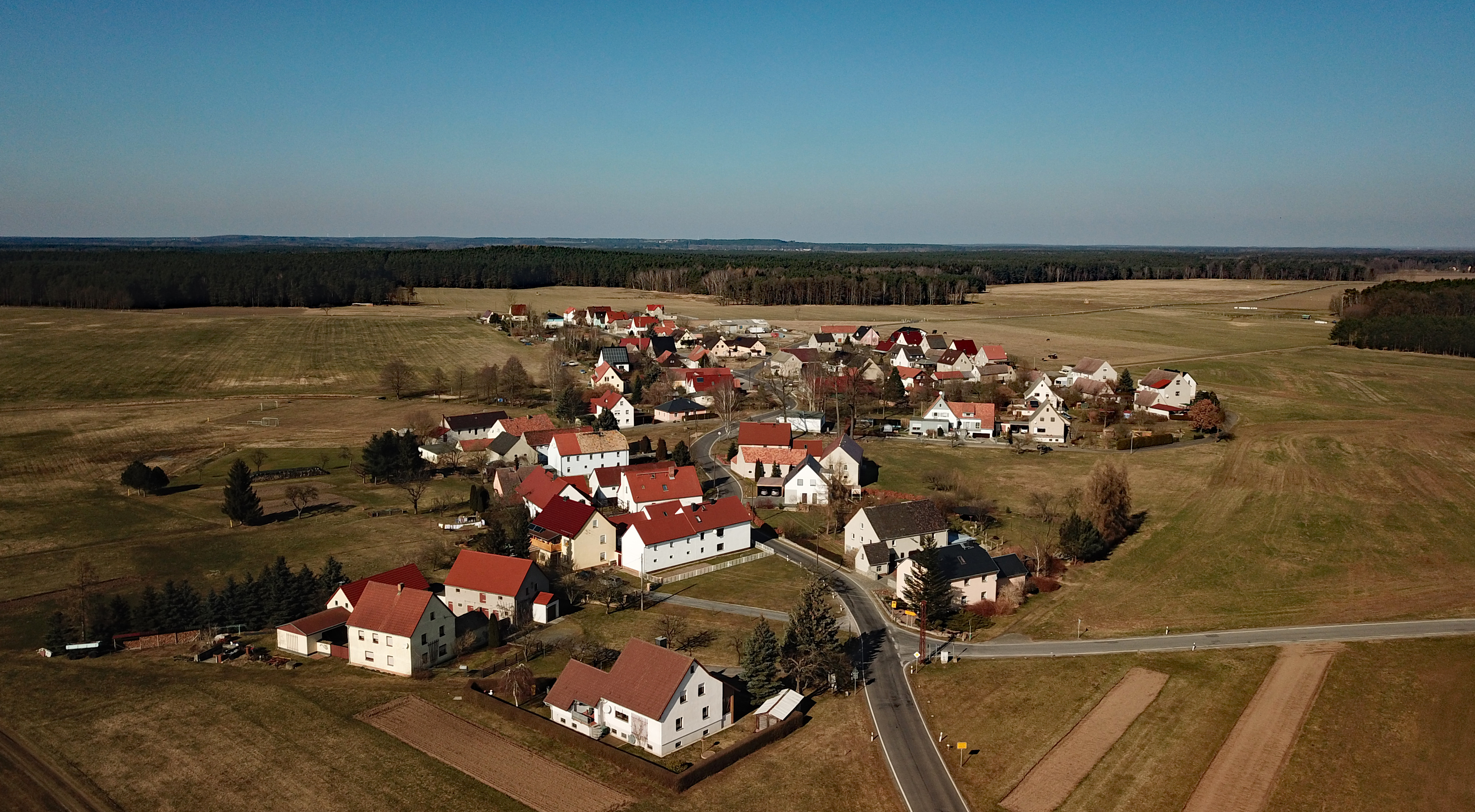
Schmerlitz (Smjerdźaca)
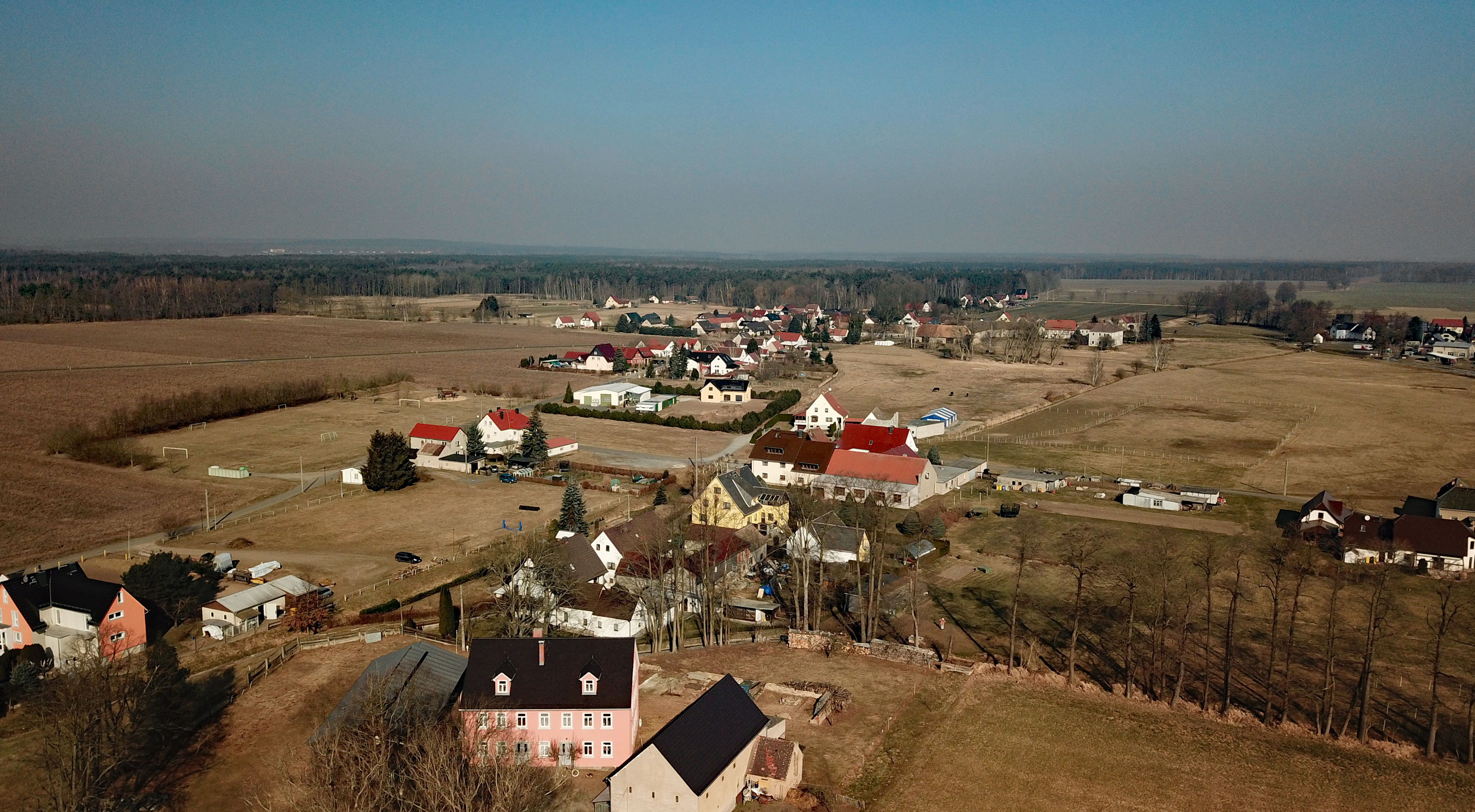
Schönau (Šunow)
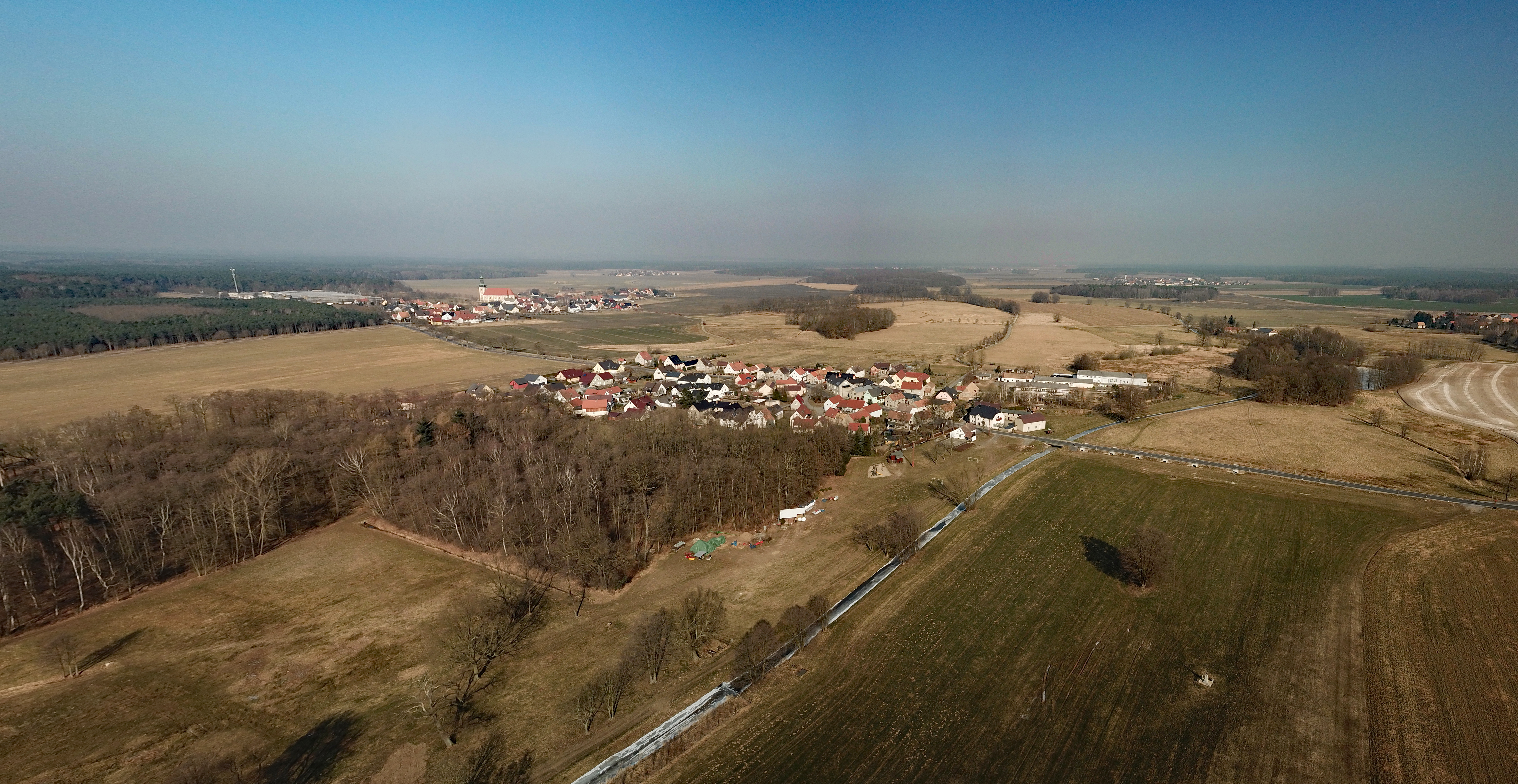
Zerna (Sernjany)

## Népesség
A település népességének változása:
| Lakosok száma | 1688 | 1688 | 1711 | 1721 | 1717 |
|               | 2017 | 2019 | 2021 | 2022 | 2023 |